# Land- und Stadtgericht Olpe
Das Land- und Stadtgericht Olpe war von 1839 bis 1849 ein preußisches Land- und Stadtgericht mit Sitz in Olpe.

## Geschichte
Das Land- und Stadtgericht Olpe entstand zum 1. Januar 1839 aus dem aufgelösten Justizamt Olpe und Teilen des aufgelösten Justizamtes Bilstein, also der Stadt und Bauernschaft Olpe und den Steuergemeinden Rohde, Kleusheim, Drolshagen, Benolpe, Bleche, Brachtpe, Husten, Dumicke, Wenden, Hünsborn, Schönau, Römershagen, Rahrbach, Kirchveischede, Altenhundem, Kirchhundem, Würdinghausen, Selbecke, Oberhundem, Heinsberg, Brachthausen, Oberveischede und dem Hause vor’m Neuenwalde. Im Sprengel lebten anfangs 17.520 Gerichtseingesessene. Am Gericht waren ein Direktor, drei Assessoren und sieben nicht-richterliche Mitarbeiter beschäftigt.
Nach der Märzrevolution wurden in Preußen die Patrimonialgerichte abgeschafft und einheitlich Kreisgerichte geschaffen. Das Land- und Stadtgericht Olpe wurde aufgelöst und stattdessen das Kreisgericht Olpe im Bezirk des Appellationsgerichts Arnsberg geschaffen.